# Élections générales boliviennes de 1997
Les élections générales boliviennes de 1997 ont eu lieu le dimanche 1er juin 1997 afin de renouveler le président et le vice-président de la République, ainsi que les 130 sièges de la Chambre des députés et les 27 sièges du Sénat. 
Étant donné qu'aucun des candidats a pu obtenir la majorité des voix, le Congrès national est chargé de désigner le président parmi les candidats avec les meilleurs résultats.
Hugo Banzer Suárez est élu président avec 115 voix au Congrès.

## Sièges à pourvoir
Les élections concernent la désignation : 
- du président et du vice-président de la République ;
- des 130 membres à la Chambre des députés ;
- des 27 membres du Sénat.

Selon les règles établies aux élections générales de 1979, chaque département élit 3 sénateurs. Pour cette élection, un système mixte d'élection des députés est mis en place, avec un scrutin uninominal et un autre plurinominal. 
| Département | Sénateurs | Députés    | Députés      |
| Département | Sénateurs | Uninominal | Plurinominal |
| ----------- | --------- | ---------- | ------------ |
| Chuquisaca  | 3         | 6          | 5            |
| La Paz      | 3         | 16         | 15           |
| Cochabamba  | 3         | 9          | 9            |
| Oruro       | 3         | 5          | 5            |
| Potosí      | 3         | 8          | 7            |
| Tarija      | 3         | 5          | 4            |
| Santa Cruz  | 3         | 11         | 11           |
| Beni        | 3         | 5          | 4            |
| Pando       | 3         | 3          | 2            |
| Total       | 27        | 68         | 62           |
| Total       | 27        | 130        |              |

## Forces en présence
| Parti | Parti | Idéologie     | Candidats et colistiers                        | Résultat en 1993                         |
| ----- | --- | ------------- | ---------------------------------------------- | ---------------------------------------- |
|       | Action démocratique nationaliste Acción Democrática Nacionalista                                                     | Droite        | Hugo Banzer Suárez Jorge Quiroga Ramírez       | En coalition                             |
|       | Mouvement nationaliste révolutionnaire Movimiento Nacionalista Revolucionario (MNR)                                  | Droite        | Juan Carlos Durán Saucedo Percy Fernández Añez | 35,56 % des voix 52 députés 17 sénateurs |
|       | Conscience de la patrie Conciencia de Patria                                                                         | Centre-gauche | Remedios Loza Gonzalo Ruiz Paz                 | 14,29 % des voix 13 députés 1 sénateurs  |
|       | Mouvement de la gauche révolutionnaire - Nouvelle Majorité Movimiento de la Izquierda Revolucionaria - Nueva Mayoría | Gauche        | Jaime Paz Zamora Samuel Doria Medina           | En coalition                             |
|       | Unité civique de solidarité Unidad Cívica Solidaridad                                                                | Droite        | Ivo Kuljis Fuchner Juan Chahín                 | 13,77 % des voix 20 députés 7 sénateurs  |

## Résultats
|               |                                  |                                                           |           |        |         |           |
| Parti         | Parti                            | Candidat et colistier                                     | Votes     | %      | Députés | Sénateurs |
|               | ADN                              | Hugo Banzer Suárez Jorge Quiroga Ramírez                  | 484 705   | 22,3   | 32      | 11        |
|               | MNR                              | Juan Carlos Durán Saucedo Percy Fernández                 | 396 235   | 18,2   | 26      | 4         |
|               | CONDEPA                          | Remedios Loza (es) Gonzalo Ruiz Paz                       | 373 528   | 17,1   | 19      | 3         |
|               | MIR                              | Jaime Paz Zamora Samuel Doria Medina                      | 365 005   | 16,7   | 23      | 7         |
|               | UCS                              | Ivo Kuljis Fuchner Juan Chahín Lupo                       | 350 728   | 16,1   | 21      | 2         |
|               | Izquierda Unida                  | Alejo Véliz Lazo (es) Marcos Domic Ruíz                   | 80 806    | 3,71   | 4       |           |
|               | MBL                              | Miguel Urioste Fernández de Córdova Marcial Fabricano     | 67 244    | 3,09   | 5       |           |
|               | Vanguardia Socialista de Bolivia | Jerjes Justiniano Talavera Sonia Montaño Ferrufino        | 30 212    | 1,39   |         |           |
|               | Eje de Convergencia Patriótica   | Ramiro Barrenechea Zambrana Juan de la Cruz Villca Choque | 18 327    | 0,84   |         |           |
|               | Partido Democrático Boliviano    | Eudoro Galindo Anze Ángel Cardona Ayoroa                  | 10 381    | 0,48   |         |           |
|               |                                  |                                                           |           |        |         |           |
| Votes valides | Votes valides                    | Votes valides                                             | 2 177 171 | 66,93  |         |           |
| Votes blancs  | Votes blancs                     | Votes blancs                                              | 76 743    | 3,31   |         |           |
| Votes nuls    | Votes nuls                       | Votes nuls                                                | 67 203    | 2,90   |         |           |
| Total         | Total                            | Total                                                     | 2 321 117 | 71,36  |         |           |
| Inscrits      | Inscrits                         | Inscrits                                                  | 3 252 791 | 100,00 |         |           |
| Abstentions   | Abstentions                      | Abstentions                                               | 931 674   | 28,64  |         |           |
| Participation | Participation                    | Participation                                             | 2 321 117 | 71,36  |         |           |

### Votation au Congrès
Étant donné qu'aucun des candidats n'a pu obtenir plus de la moitié des voix à l'élection générale, le Congrès national bolivien choisit les deux meilleurs résultats Banzer et Durán comme candidats à nouveau président. La candidature d'Hugo Banzer est appuyée par l'alliance ADN - NFR - PDC - MIR - UCS - CONDEPA. De son côté, Juan Carlos Durán reçoit le support du MNR. Entre le 4 et le 5 août 1997, le Congrès vote pour Hugo Banzer, 115 voix contre 30.
| Candidat             | Candidat                  | Parti                                 | Votes | %    |
| -------------------- | ------------------------- | ------------------------------------- | ----- | ---- |
|                      | Hugo Banzer Suárez        | ADN - NFR - PDC - MIR - UCS - CONDEPA | 118   | 79,7 |
|                      | Juan Carlos Durán Saucedo | MNR                                   | 30    | 20,3 |
| Votes blancs et nuls | Votes blancs et nuls      | Votes blancs et nuls                  | 0     | –    |
| Total                | Total                     | Total                                 | 148   | 100  |
| Participation        | Participation             | Participation                         | 157   | 94,3 |
| Source : Centellas   |                           |                                       |       |      |